# Akko (maják)
Maják Akko (hebrejsky: מגדלור עכו‎, anglicky: Akko lght nebo Acre Light) se nachází Haifském zálivu na severním okraji starobylého přístavního města Akko v Izraeli, ve východní části Středozemního moře.

## Historie
Maják byl postaven na základech osmanské hradební věže ve starobylém městě Acra nyní Akko v roce 1864 na námořní straně poloostrova, který chránil malý přístav.

## Popis
Maják je deset metrů vysoká válcová betonová věž na kruhovém půdorysu se čtyřmi žebry ukončena lucernou s galerií. Natřen je černo-bíle šachovnicovým vzorem, kopule má kovově šedou barvu. V blízkosti je malý dům natřený na bílo. Maják je vojenským objektem, nepřístupný veřejnosti. Současný stav je z roku 1912.

## Data
- Výška světla 16 m n. m.
- výška věže 10 m
- charakteristika: Fl(2) W 7s (záblesky, dvě bílá světla v intervalu 7 sekund)
- dosvit 19 km

označení
- Admiralty  E5944
- NGA  113-21204
- ARLHS  ISR-003

## Galerie

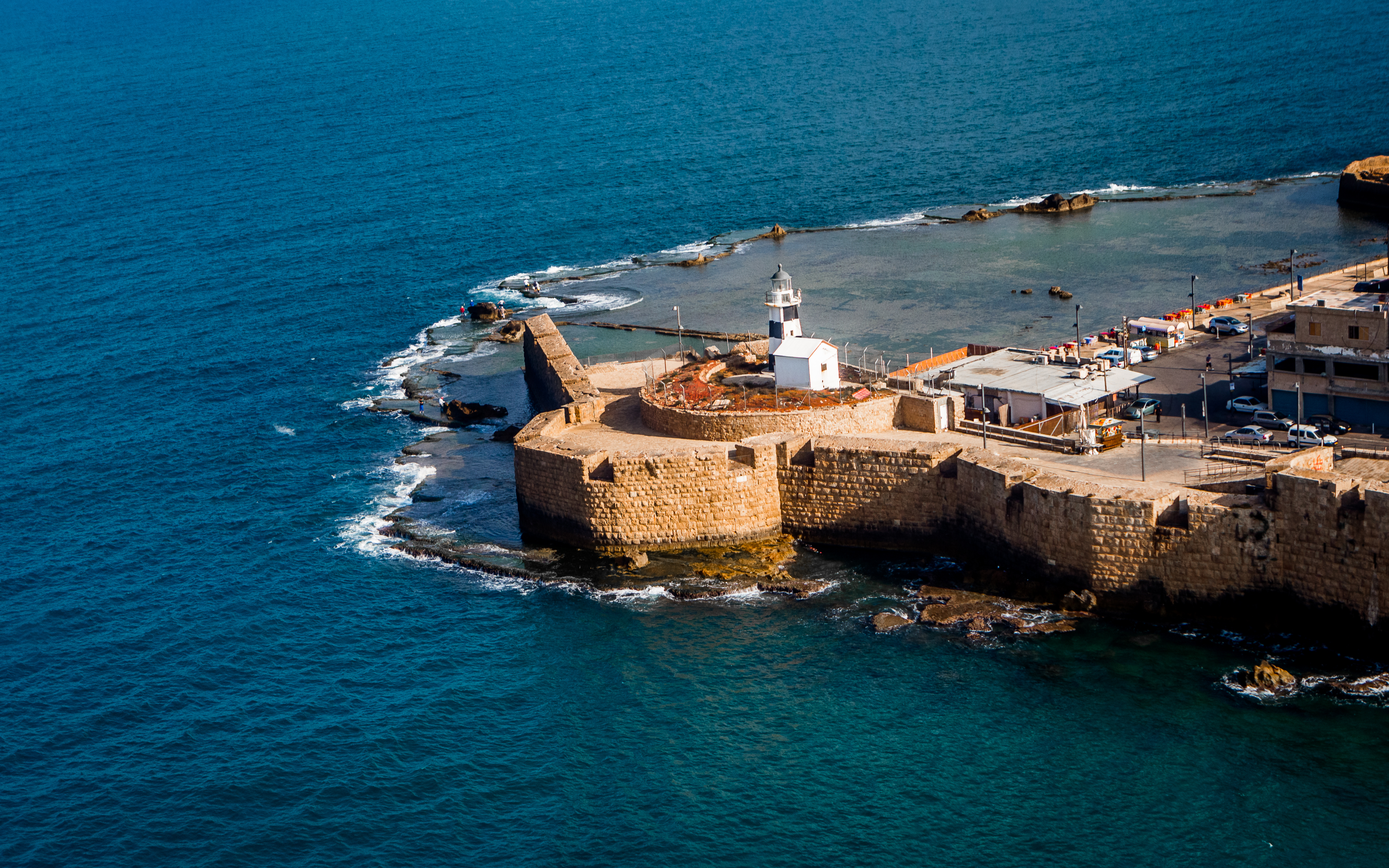
Letecký pohled
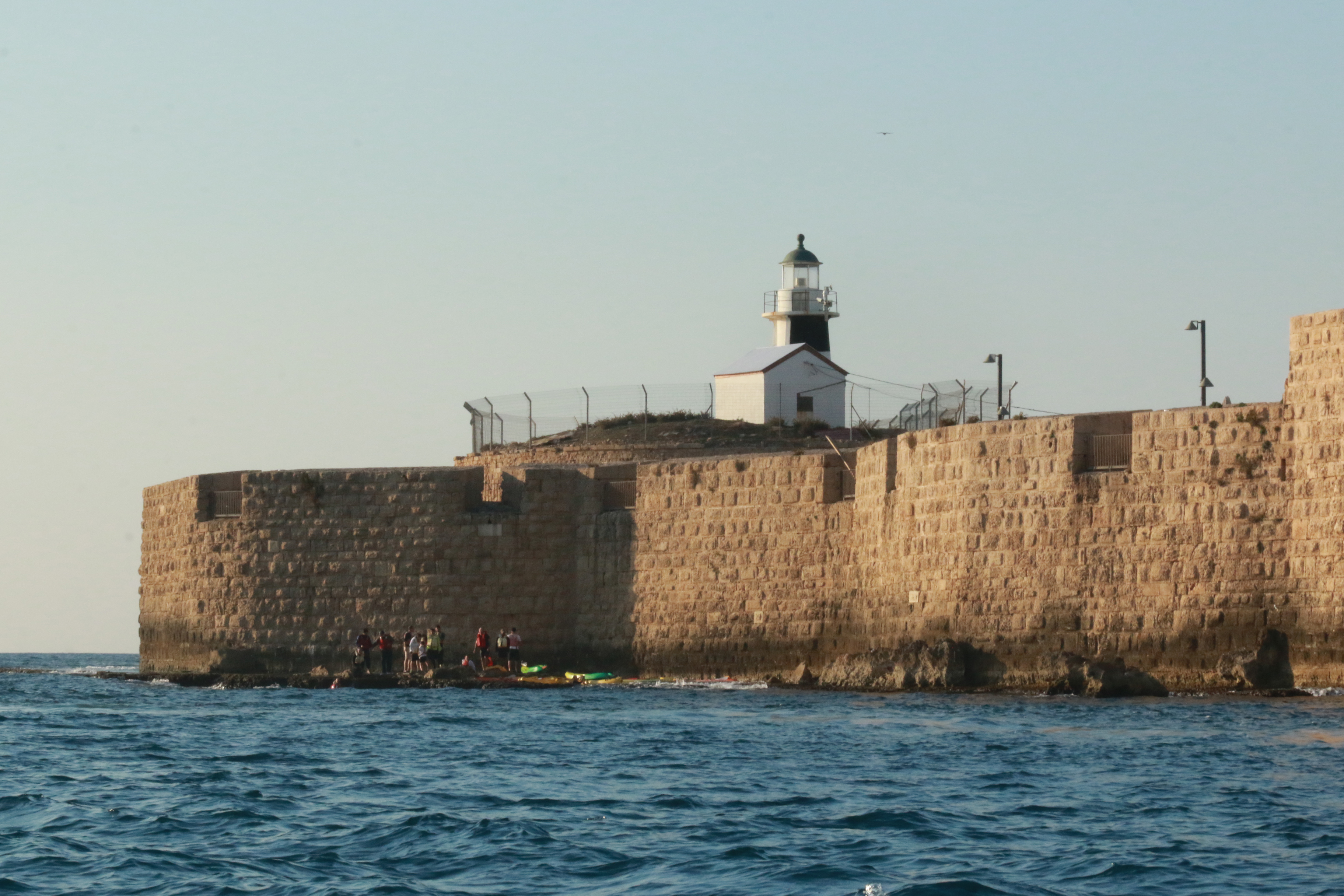
Pohled z moře
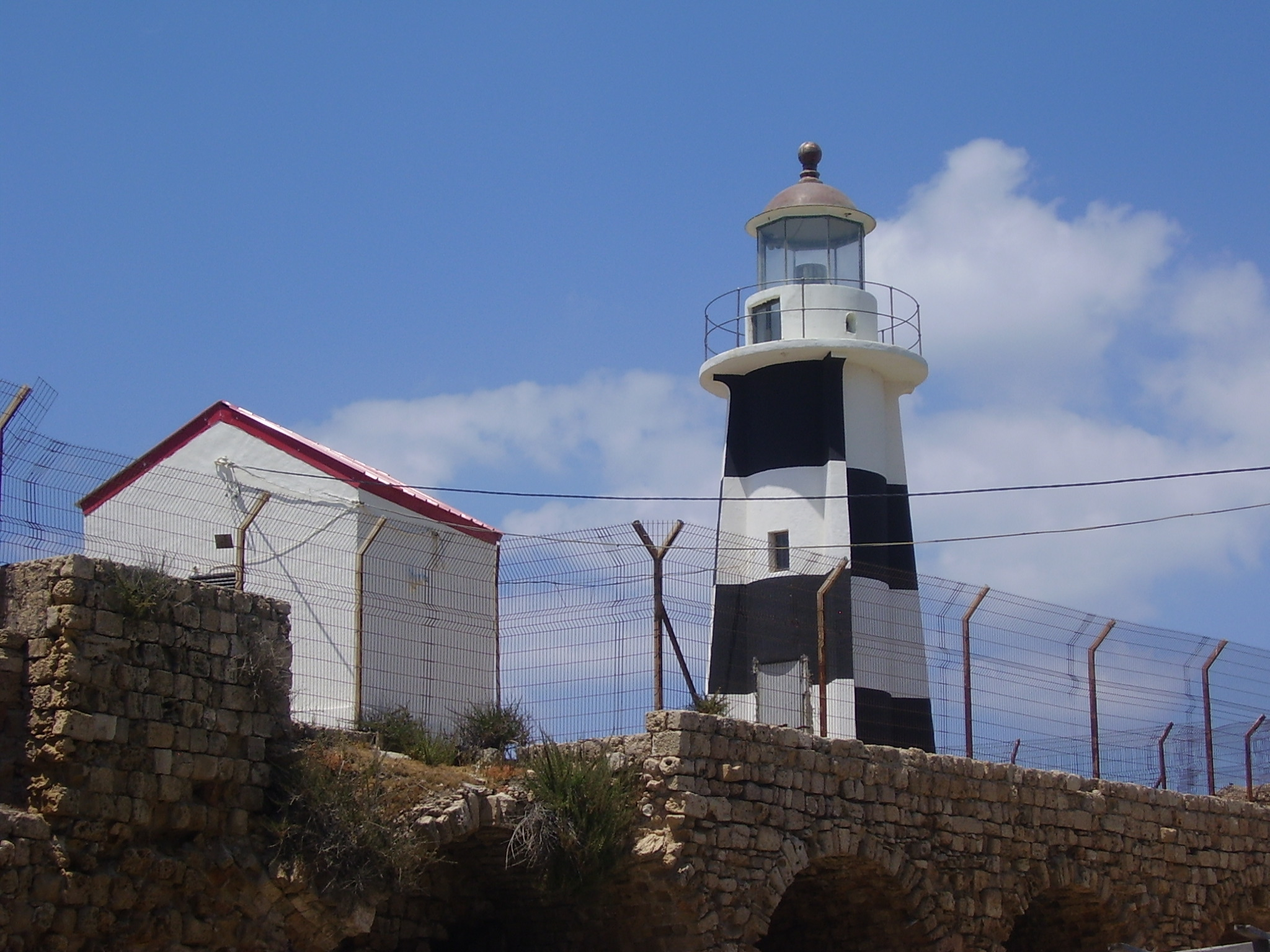
Pohled z pevniny